# 튀밥
튀밥은 벼를 볶아 튀겨 만든 한국 요리이다.

## 같이 보기
- 뻥튀기